# 長野県道217号大草坂戸線
長野県道217号大草坂戸線（ながのけんどう217ごう おおくささかどせん）は、長野県上伊那郡中川村大字大草の長野県道18号伊那生田飯田線交点と同村大字片桐字坂戸の国道153号交点を結ぶ全長600mの一般県道。

## 概要

### 路線データ
- 起点：上伊那郡中川村大字大草（長野県道18号伊那生田飯田線交点）
- 経由：坂戸橋
- 終点：上伊那郡中川村大字片桐字坂戸（坂戸峡交差点、国道153号交点）

## 交差する道路
- 長野県道18号伊那生田飯田線（起点）
- 国道153号（終点）